# Othonocheirodus eigenmanni
Othonocheirodus eigenmanni är en fiskart som beskrevs av Myers 1927. Othonocheirodus eigenmanni ingår i släktet Othonocheirodus och familjen Characidae. IUCN kategoriserar arten globalt som livskraftig. Inga underarter finns listade i Catalogue of Life.